# Dopady globálního oteplování

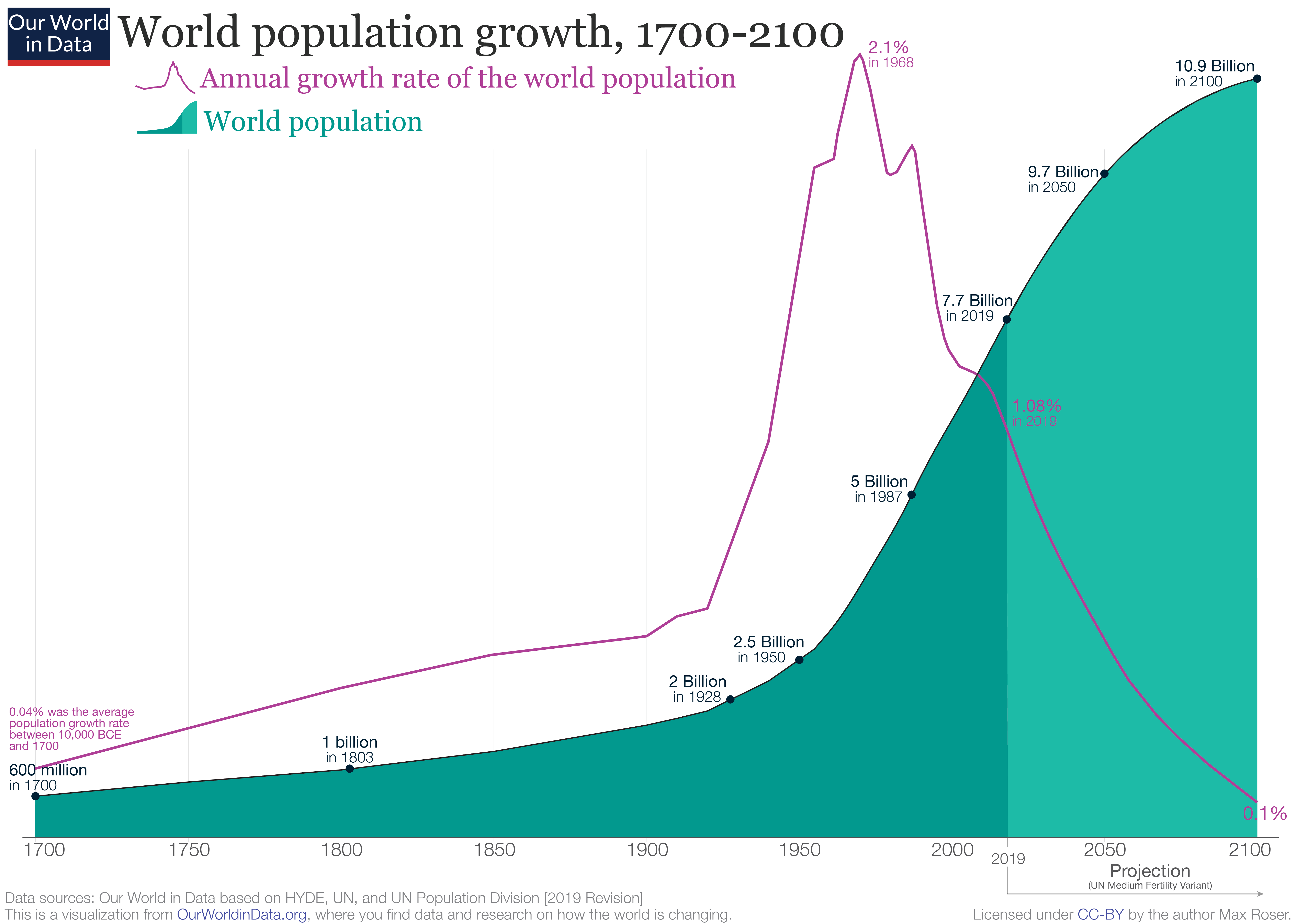
Graf nárůstu světové populace a jeho předpověď. Nejrychleji populace rostla ve 20. století, ale rostla již dříve.

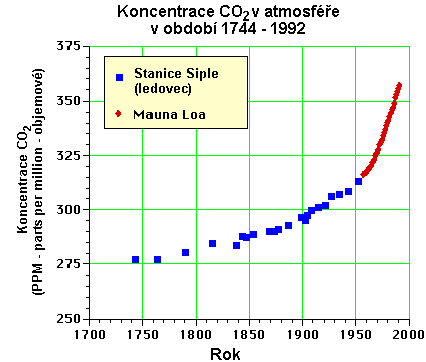
Koncentrace CO_{2} v atmosféře začala stoupat přibližně od počátku 19. století (proxy data a následně instrumentální data).

Koncentrace metanu v atmosféře začala stoupat přibližně od počátku 19. století.

Jako dopady globálního oteplování jsou označovány mnohé změny ovlivňující lidstvo i Zemi. Globální oteplování je pozorovaný a předpokládaný trend směrem k vyšší globální průměrné teplotě ve srovnání s předindustriální úrovní, s důsledky, jako je vzestup hladiny oceánů, tání ledovců, změny klimatických zón, vegetačních zón a stanovišť, změny v průběhu srážek, silnějších nebo častějších extrémů počasí, jako jsou povodně, bouře a sucha, šíření parazitů a tropických nemocí, stejně jako nárůst environmentálních uprchlíků, či změn zemědělské produktivity. Předpokládané a pozorované negativní dopady změny klimatu jsou někdy označovány jako „klimatická katastrofa“.
Zatímco o příčinách globálního oteplování – tedy o tom, že hlavní hnací silou tohoto jevu jsou antropogenní emise skleníkových plynů – existuje již mnoho let široká vědecká shoda, o dopadech oteplování se teprve rozsáhle diskutuje. Některé důsledky jsou již patrné, jiné se očekávají teprve v budoucnosti; dopady mohou být jak negativní, tak i pozitivní.
Budoucí dopady změny klimatu se budou lišit v závislosti na politikách změny klimatu a sociálním vývoji. Dva hlavní nástroje zaměřené na řešení klimatických změn jsou snižování antropogenních emisí skleníkových plynů (opatření na zmírňování změny klimatu) a přizpůsobení se dopadům změny klimatu. Další řešení může přinést také geoinženýrství, ale většina kolem použití těchto metod existují velké nejistoty.
Krátkodobé politiky změny klimatu by mohly významně ovlivnit dlouhodobé dopady změny klimatu. Účinné politiky zmírňování mohou být schopny omezit globální oteplování (v roce 2100) na přibližně 2 °C nebo nižší, relativně k předindustriálním úrovním, Bez zmírnění dopadů by zvýšená poptávka po energii a rozsáhlé využívání fosilních paliv mohly vést k globálnímu oteplování kolem 4 °C. Čím vyšší nárůst globální teploty by nastal, tím obtížnější by bylo se přizpůsobit a zvýšilo by se riziko negativních dopadů.
Samostatným problémem pak je zvyšování kyselosti oceánů, které je přímo způsobeno rostoucím obsahem oxidu uhličitého v atmosféře.

## Pojmy
Pojem "změna klimatu", používaný v tomto článku se vztahuje ke změnám klimatu, které probíhají přibližně od začátku 20. století. Klima je průměrný dlouhodobý stav počasí, včetně sezónních změn a extrémních projevů počasí, v daném místě či oblasti, posuzuje se za delší období. Standardní délka tohoto období je 30 let. Tuto délku zavedla světová meteorologická organizace pro tvorbu klimatických normálů, které slouží k vytvoření historického kontextu pro změny klimatu. IPCC ve svých zprávách používá i jiná časová období (např. 20 let). Změny klimatu se projevují zvýšením globální povrchové teploty (globální oteplování), změnami intenzity dešťových srážek a změnami frekvence extrémních povětrnostních jevů. Změny klimatu mohou být způsobeny přírodními příčinami, např. změnami radiace Slunce nebo vlivem lidské činnosti, např. změnou složení atmosféry. Změny klimatu vyvolané člověkem se projeví na pozadí přírodních klimatických změn a změn v lidské činnosti, jako je nárůst zalidnění pobřeží nebo v rozšiřování suchých oblastech, které zvyšují nebo snižují klimatickou zranitelnost.
Termín "antropogenní tlaky" se týká vlivu člověka na životní prostředí nebo na chemické prostředí, na rozdíl od přirozených procesů.
"Detekce" je proces, který dokazuje, že se klima změnila v nějakém definovaném statistickém smyslu, aniž by to uvedlo důvod pro tuto změnu. Detekce neznamená přisouzení zjištěné změny konkrétní příčině. "Přisouzení" příčin změny klimatu je proces určení nejpravděpodobnějších příčin zjištěné změny s určitou úrovní jistoty. Detekce a přisouzení mohou být aplikovány také na pozorované změny fyzických, ekologických a sociálních systémů.

## Předpokládaný rozsah globálního oteplování
Míra průměrného nárůstu teploty v průběhu 21. století závisí zejména na množství emitovaných skleníkových plynů. Mezivládní panel pro změnu klimatu (IPCC) ve své poslední Páté hodnotící zprávě odhaduje, že globální průměrná teplota vzroste do roku 2100 o 1,5 až 4,5 °C v závislosti na dalším průběhu emisí skleníkových plynů. Projekce předpokládají, že ve středních zeměpisných šířkách budou růst teploty dvojnásobnou rychlostí proti průměru a v polárních oblastech bude nárůst průměrné teploty dokonce trojnásobný. Největší nárůst teplotních rekordů se předpokládá v středních a východních oblastech Severní Ameriky, ve střední a jižní Evropě, severní Africe, v oblasti Středozemního moře, západní a střední Asie a jižní Afriky.
Rostoucí průměrné teploty posunují teplotní spektrum. Zatímco extrémní chladné události se vyskytují méně často, narůstají maximální teplotní rekordy. Globální oteplování má významná rizika z důvodu možného dopadu na lidskou bezpečnost, zdraví, hospodářství a životní prostředí, ale může mít také pozitivní dopad jak na místní, tak i na regionální úrovni. Některé změny v životním prostředí, které ovlivňují lidi a ekosystémy, jsou již patrné od konce 20. století. Patří mezi ně stoupající hladiny moře, tání ledovců nebo statisticky významné odchylky od běžných povětrnostních podmínek. Dopady změny klimatu jsou na regionální a místní úrovni velmi rozdílné a mají individuální důsledky. Klimatické modely v současnosti popisují důsledky poměrně dobře na globální úrovni, ale na regionální úrovni jsou jejich předpovědi zatím nejisté.
Jak silné budou změny záležet na tom, jak rychle bude změna klimatu postupovat. Má-li se to provést ve velmi krátkém čase, očekává se, že náklady na hospodářskou úpravu a dopady na přírodu budou drasticky patrné. Trendem oteplování je nejen nutit ekosystémy, ale také miliardy lidí za obrovské náklady. B. z hlediska zásobování vodou.

## Fyzikální vlivy

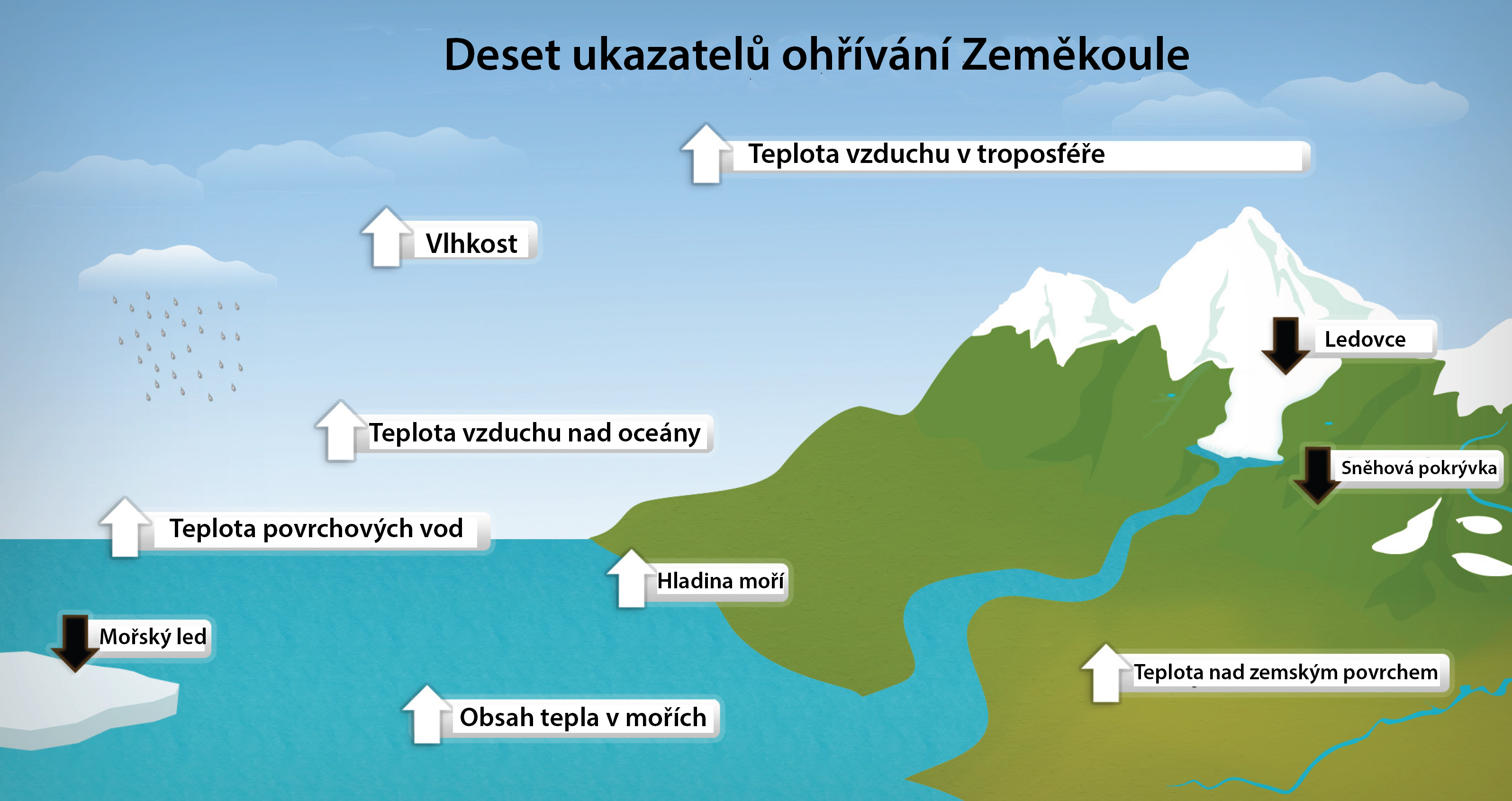
Očekává se, že sedm těchto indikátorů poroste s ohříváním Zeměkoule a měření ukazují, že tomu tak je. U třech ukazatelů se očekává, že budou klesat a měření to také potvrzují.

Existuje široká škála důkazů, že se klimatický systém jako celek ohřívá. Důkazy oteplování jsou pozorovatelné i na živých organizmech. Lidské aktivity přispěly k řadě řadě jevů, které pozorujeme v rámci změn klimatu. Hlavní lidský příspěvek je způsobený spalováním fosilních paliv, které vede ke zvýšení koncentrací skleníkových plynů v atmosféře. Dalším vlivem člověka na klima jsou také emise oxidu siřičitého, které jsou příčinou nárůstu sulfátových aerosolů v atmosféře.
Oteplování způsobené lidmi může vést k rozsáhlým, nevratným a/nebo náhlým změnám fyzikálních systémů. Příkladem může být tání pevninských ledovců, které přispívá ke zvyšování hladiny moří. Pravděpodobnost oteplování s nepředvídatelnými důsledky se zvyšuje podle rychlosti, velikosti a trvání změny klimatu.

### Změny počasí
Pozorování ukazují, že dochází ke změnám počasí. Změna klimatu ovlivňuje pravděpodobnost některých typů povětrnostních jevů.
Byly zaznamenány změny v množství, intenzitě, frekvenci a druhu srážek.: Došlo k velkému nárůstu počtu přívalových srážek, dokonce i na místech, kde celkové množství dešťových srážek pokleslo. Dle zprávy IPCC z roku 2012 je velmi pravděpodobné, že za růstem přívalových srážek v globálním měřítku stojí lidské aktivity.
Projekce budoucích změn srážek předpovídají celkový nárůst srážek, s tím, že bude docházet k výrazným změnám oblastí, kde bude ke srážkám docházet. Projekce naznačují snížení srážek v subtropech a zvýšení srážek v subpolárních zeměpisných šířkách a některých rovníkových regionech. Jinými slovy, oblasti, které jsou v současnosti suché, budou v budoucnosti ještě sušší, zatímco regiony, které jsou v současnosti bohaté na srážky, budou v průměru ještě vlhčí. Tato projekce neplatí ale obecně pro všechny regiony, může docházet k lokálním odlišnostem.

#### Extrémní jevy
Na většině míst dochází od padesátých let 20. století k nárůstu počtu tropických dnů a nocí a k poklesu počtu chladných dnů a nocí. Je velmi pravděpodobné, že tento trend bude pokračovat. Tyto trendy jsou velmi pravděpodobně způsobené lidskou činností. Pravděpodobně dochází také k nárůstů dalších extrémních jevů (např. záplavy, sucha a tropické cyklony), ale tyto změny jsou obtížněji identifikovatelné. Projekce naznačují změny frekvence a intenzity některých extrémních povětrnostních jevů. Jistota těchto projekcí se ovšem v průběhu času mění. Nicméně v Páté hodnotící zprávě IPCC se píše, že například nejsou důkazy pro to, že by globálně narůstala sucha a že odhady trendů v předchozí Čtvrté hodnotící zprávě IPCC byly pravděpodobně nadhodnocené. Navíc extrémnost neznamená totéž co variabilita klimatu. Četnost extrémních srážek se zvyšuje jen v jednotkách procent.

##### Krátkodobé projekce (2016–2035)
Velmi pravděpodobně bude dále narůstat počet tropických dnů, zatímco nárůst výskytu dalších klimatických extrémů (výrazná sucha, tropické cyklóny) není zatím jistý.

##### Dlouhodobé projekce (2081–2100)
Budoucí klimatické změny budou spojeny s více horkými dny a méně chladnými dny. Frekvence, délka a intenzita vln horka se s největší pravděpodobností zvýší na většině území. Vyšší růst antropogenních emisí skleníkových plynů bude spojen s větším nárůstem frekvence a závažnosti teplotních extrémů.
Za předpokladu vysokého růstu emisí skleníkových plynů (scénář IPCC RCP8.5) mohou být nyní suché regiony ovlivněny zvýšením rizika sucha a vysychání půdy. Většina půdy na středních šířkách a vlhkých tropických oblastech bude velmi pravděpodobně častěji ohrožena extrémními srážkami.

#### Vlny horka
V posledních 80. let 20. století se vlny horka doprovázené vysokou vlhkostí vyskytují častěji a jejich průběh je závažnější. Zdvojnásobil se počet tropických nocí. Oblasti, ve které jsou pozorována extrémně horká léta, se zvýšila o 50 až 100krát. Tyto změny se nevysvětlují přirozenou variabilitou a klimatologové je přičítají vlivu antropogenních změn klimatu. Tepelné vlny s vysokou vlhkostí představují velké riziko pro lidské zdraví, zatímco tepelné vlny s nízkou vlhkostí vedou k suchým podmínkám, při kterých vznikají požáry v přírodě. Počet úmrtí v důsledku vln horka převyšuje počet úmrtí, způsobených dohromady hurikány, blesky, tornády, záplavami a zemětřeseními.
Zvláštní kapitolu představují požáry v oblasti Sibiře, jejichž rozsahy postupně narůstají a výzkumy ukazují, že díky globálnímu oteplování je pravděpodobnost požárů v těchto oblastech přibližně 600 krát vyšší.

#### Tropické bouře
V celosvětovém měřítku se četnost tropických bouří pravděpodobně sníží nebo zůstane nezměněna. Pravděpodobně však naroste jejich síla - maximální rychlost větru a množství srážek. Dojde pravděpodobně k rozdílnému vývoji tropických bouří v různých oblastech, ale tyto změny jsou nejisté. Výzkumy ukazují na nárůst intenzity hurikánů především v oblasti Atlantiku.

#### Důsledky klimatických extrémů
Dopady extrémních klimatických událostí na životní prostředí a lidskou společnost se budou lišit. Některé vlivy budou přínosné – např. nižší výskyt chladných extrémů povede k menšímu počtu úmrtí z chladu. Celkově však dopad bude pravděpodobně většina dopadů negativní. Zvýšení teploty způsobí, že dojde k tání ledovců, a zvýšené teplotní roztažnosti vody v mořích – oba tyto faktory přispějí k nárůstu hladiny moří, což ohrozí lidi žijící v pobřežních oblastech, například v Nizozemí či Bangladéši.

### Kryosféra
Kryosféra Země se skládá z oblastí pokrytých sněhem nebo ledem. Hlavní projevy globálního oteplování v kryosféře jsou: zmenšování zalednění kolem Severního pólu, ústup horských ledovců a snižování zimní sněhové pokrývky na severní polokouli.
Podle studie Solomon a kol. (2007) by mohl, za předpokladu vysokého nárůstu emisí skleníkových plynů (SRES A2), arktický mořský ledovec v létě do konce 21. století do značné míry zmizet. Další projekce naznačují, že arktické oblasti by mohly být bez ledu (definované jako rozloha ledu méně než 1 milion čtverečních km) již v letech 2025–2030.
Během 21. století se předpokládá, že bude pokračovat ústup ledovců a sněhové pokrývky. V západních horách Severní Ameriky se předpokládá, že rostoucí teploty a změny srážek povedou ke snížení zásob sněhu, které jsou významným zdrojem pitné vody. Tání pevninských ledovců Grónska a Západní Antarktidy by mohlo přispět k nárůstu hladiny moře, a to zejména v dlouhodobém měřítku.
Očekává se, že změny v kryosféře budou mít sociální dopady. Například v některých oblastech může ústup ledovců zvýšit riziko nedostatku vody, zejména pitné. Barnett a kol. (2005) odhaduje, že více než jedna šestina světové populace je závislá na vodě z ledovců a ze sněhové pokrývky. Snižování podílu kompaktního ledu, znamená zvýšené nebezpečí pro plavbu v důsledku vyššího výskytu ker a plovoucích ledovců. Uvolnění Severozápadního průjezdu od ledu, může naopak zkrátit plavbu lodí mezi Tichým a Atlantským oceánem.
Díky tání věčně zmrzlé půdy dochází v Arktidě a v oblastech permafrostu ke zvýšení úniků metanu, což přispívá k dalším nárůstu skleníkových plynů v atmosféře
S táním permafrostu souvisí další hrozba. V roce 2016 se na Sibiři objevily případy lidí nakažených anthraxem, který byl zdánlivě již neexistující nemocí. Vědci se nyní obávají, že tání permafrostu může vést k uvolnění mnoha dalších patogenů, které byly až doposud pohřbeny v zamrzlých vrstvách sibiřské půdy a které tu nejsou už i desetitisíce let.

### Oceány

Vzestup hladiny oceánů od roku 1880.

Úloha oceánů v globálním oteplování je složitá. Oceány slouží jako propady pro oxid uhličitý a pohlcují velkou část CO2, který by jinak zůstaly v atmosféře – tento proces ale vede ke zvyšování acidifikace oceánů. S nárůstem teploty oceánů klesá jejich schopnost absorpce přebytku CO2. Oceán také působí jako propad absorbující teplo z atmosféry. Nárůst obsahu zachyceného tepla v oceánech je mnohem větší než jakékoliv jiné zásoby energie v tepelné bilanci Země během období 1961–2003 a 1993–2003 a představuje více než 90 % zachyceného narůstajících tepla v rámci planety Země.
Předpokládá se, že globální oteplování bude mít pro oceány mnoho důsledků. Patří mezi ně nárůst hladiny moří v důsledku tepelné roztažnosti vody a tání pevninských ledovců a zahřívání povrchových vrstev oceánů. Další možné důsledky mohou být rozsáhlé změny oceánského koloběhu. Okyselování oceánů má vážné negativní důsledky na mořské ekosystémy, dochází k omezení vývoje planktonu, narušení koloběhu uhlíku, a ohrožení populací ryb.

## Regionální důsledky
Regionální dopady globálního oteplování mohou mít různou povahu. Některé jsou výsledkem celkové globální změny, jako je stoupající teplota, které mají za následek lokální důsledky, jako je tání ledu. V jiných případech může dojít ke změnám souvisejícím s variacemi konkrétního oceánském proudu či systému počasí. V takových případech může být regionální důsledek odlišný a nemusí nutně sledovat celosvětový trend.
Existují tři hlavní způsoby, jak globální oteplování změní regionální klima: tání nebo tvorba ledu, změny hydrologického cyklu (odpařování a srážky) a měnící se mořské proudy a proudění vzduchu v atmosféře. Pobřežní oblasti pak mohou čelit vzestupu hladiny oceánů.
Předpokládá se, že zvláště postiženy budou změnou klimatu Arktida, Afrika, malé ostrovy a asijské megadelty. Negativními dopady změny klimatu jsou nejvíce ohroženy rovníkové oblasti a rozvojové země, ale ohroženy jsou i rozvinuté země. V případě vyspělých zemí je hrozbou nárůst závažnosti a četnosti některých extrémních povětrnostních jevů, jako jsou vlny veder. Ve všech oblastech budou zvláště ohroženy změnou klimatu některé skupiny obyvatel, jako jsou chudí, malé děti a starší lidé.
Projekce budoucích změn klimatu v regionálním měřítku nejsou stanoveny zatím s takovou vědeckou jistotou jako globální projekce. Předpokládá se však, že budoucí oteplování bude mít podobný geografický ráz jak se děje již nyní – k největšímu oteplení bude docházet nad pevninou a ve vysokých severních šířkách a nejméně nad Jižním oceánem a částmi severního Atlantského oceánu. Téměř všechny oblasti pevniny se pravděpodobně zahřejí více, než je celosvětový průměr.
Na americkém Středozápadě jsou klimatické změně přisuzovány obrovské záplavy, které například v roce 2019 zničily většinu úrody této zemědělské oblasti, zatímco v Kalifornii se sezóna požárů rozšiřuje na celý rok a přináší rekordní ztráty a vymazává z mapy celá města. Americké firmy odhadují ztráty, způsobené klimatickou změnou na bilion dolarů během let 2020–2025.

## Vlivy na společnost
Při hodnocení dopadů klimatické změny je nutné brát v úvahu citlivost a zranitelnost. "Citlivost" je míra, jakou mohou být určité systémy nebo odvětví ovlivněny změnou klimatu ať už pozitivně či negativně. "Zranitelnost" je míra, do jaké mohou být určité systémy nebo odvětví nepříznivě ovlivněny změnou klimatu.
Citlivost lidské společnosti vůči změně klimatu se liší. Mezi sektory citlivé na změnu klimatu patří vodní zdroje, pobřežní zóny, lidské sídla a lidské zdraví. Odvětví citlivá na změnu klimatu jsou především zemědělství, rybolov, lesnictví, energetika, stavebnictví, pojišťovnictví, finanční služby, cestovní ruch a rekreace.
Změna klimatu sehrála svou úlohu při kolapsu v Sýrii, podílí se na nestabilitě v Afghánistánu, je jedním z důvodů arabského jara a následných krvavých konfliktů v Libyi, Tunisku, Jemenu a Egyptě. Obdobně se podílí změna klimatu také na nedostatku půdy, vody a jídla v Bangladéši, na neúrodě v Guatemale a v Hondurasu a na obří bouři, která připravila o domov dva milióny lidí v Mosambiku.

### Zásobování potravinami
Změna klimatu ovlivní po celém světě zemědělství a výrobu potravin díky účinkům zvýšených koncentrací CO2 v atmosféře, vyšším teplotám, změnám srážek, změnám transpiračních režimů, zvýšené četnosti extrémních událostí a díky změnám plevelů, škůdců a patogenního tlaku. Obecně platí, že nízko položené oblasti jsou více ohroženy poklesem výnosů.
Do roku 2007 byly dopady regionálních změn klimatu na zemědělství malé. Změny v fenologii plodin poskytují důležité důkazy o reakci na nedávné změny klimatu. Fenologie je studium přírodních jevů, které se pravidelně opakují, a jak tyto jevy souvisí s klimatickými a sezónními změnami. Významný pokrok ve fenologii byl pozorován u zemědělství a lesnictví na velkých oblastech severní polokoule.

#### Projekce
Pokud dojde do roku 2100 k dalšímu oteplení o 1 až 3 °C v porovnání s průměrnými teplotami v letech 1990–2000, dojde pravděpodobně k poklesu výnosů u některých obilovin v rovníkových oblastech a růst výnosů směrem k pólům.

### Migrace
Změna klimatu je označována jako jedna z hlavních příčin migrace obyvatel Střední Ameriky do Spojených států. Odhaduje se, že bude rapidně přibývat neobyvatelných míst na planetě a tím bude docházet k nárůstu migrace.

## Zemědělství
Změny vegetačních zón, díky globálnímu oteplování, ovlivňují zemědělské výnosy. Zemědělskou produktivitu ovlivňují jak změny teplot, tak i změny srážek. Otázkou zůstává, zda zvýšené koncentrace oxidu uhličitého povedou ke zvýšení výnosů. Otázkou je také, jaké dopady budou mít adaptační opatření, například používání jiných plodin, jiných pěstebních postupů. Globálně lze očekávat zlepšení podmínek pro zemědělství v mírných a chladnějších podnebných pásech a zhoršení v tropických a subtropických oblastech. Skutečnost, že za současných podmínek, a to i v mnoha zvláště postižených regionech, je obtížné navrhnout funkční zemědělské modely, pravděpodobně ještě zhorší problémy s tím spojené.
Pro roky 1981–2002 byl vyčíslen negativní vliv stoupajících teplot na globální výnosy plodin pšenice (-18,9 % ročně), kukuřice (-12,5 %) a ječmene (-8 %). U rýže (-1,6 %), sóji (+ 1,8 %) a čiroku (-0,8 %) byly odhadnuty nižší negativní nebo pozitivní účinky. I když by negativní účinky měly být vyrovnány rostoucími koncentracemi oxidu uhličitého a technologickými úpravami, přesto došlo ke ztrátě přibližně 40 Mt ročně, bez zvýšení teploty od roku 1981 by výnosy pšenice, kukuřice a ječmene byly přibližně o 2–3 % vyšší.
Laboratorní experimenty zkoumající účinky zvýšených koncentrací oxidu uhličitého v ovzduší na rostliny, provedené v 80. letech 20. století sloužily donedávna jako parametry v odhadech účinků globálního oteplování v zemědělství. Na základě těchto předpovědí by negativní dopady růstu na základě zvýšení průměrné teploty více než vykompenzovaly pozitivní účinky z rostoucí koncentrace oxidu uhličitého. Naproti tomu nedávné terénní studie využívající technologii FACE ukazují, že pozitivní účinky "hnojení oxidem uhličitým", získané z laboratorních experimentů byly nadhodnoceny přibližně o 50%. Terénní pokusy naznačují, že budoucí trendy globálního oteplování budou mít tendenci negativně ovlivňovat výnosy i přes hnojení oxidem uhličitým. Uvažuje se, že by tyto negativní vlivy šly kompenzovat pomocí šlechtění rostlin (včetně zeleného genetického inženýrství) a rostlinověd.
Také Evropská unie přezkoumala účinky na členské státy EU v rámci Čtvrtého rámcového programu pro výzkum a vývoj v oblasti životního prostředí a klimatu a dospěla k závěru, že se zvýší rozdíly v produktivitě mezi různými druhy plodin. V některých částech jižní Evropy by mohlo některé zemědělské plodiny přestat růst, pokud by překročily svůj horní teplotní limit. Dopad na v současnosti pěstované druhy bude pravděpodobně negativní v jižní Evropě a příznivější v severní Evropě.
Změna klimatu ovlivňuje nejen zemědělskou produktivitu, ale také nutriční hodnotu důležitých plodin, jako je rýže, brambory nebo obilí. Vyšší hladiny CO2 pravděpodobně povedou k nižším hladinám bílkovin, mikronutrientů – jako je zinek a železo – a vitamínu B. Může se zvýšit hladina vitamínu E. U lidí trpících nedostatkem bílkovin (odhadem na 700 milionů lidí na celém světě), nedostatkem zinku (asi 2 miliardy lidí) a nedostatkem železa (asi 1,5 miliardy lidí) představuje snížení hladiny těchto mikroživin v rostlinných potravinách vážné riziko Odhaduje se, že za předpokladu nezměněných výživových schémat se v případě koncentrace CO2 550 ppm, která by mohla být překročena ve druhé polovině 21. století, bude těmito nedostatky trpět o několik set milionů obyvatel více. Obzvláště postižené budou jižní a jihovýchodní Asie, Afrika a Blízký východ.

## Zdraví
Lidské zdraví je ovlivňováno klimatem jak přímo (chladem nebo teplem, srážkami, záplavami a požáry) tak i nepřímo environmentálními důsledky (např. šířením nemocí, neúrodami) nebo sociálními důsledky (např. migrací vyvolanou suchem). Také teplotní variabilita, tedy zvýšené kolísání teplot, má vliv na lidské zdraví. Při větších klimatických změnách je pro lidi výrazně obtížnější se přizpůsobit. Prognózy dopadů budoucího oteplování jsou zatím velmi nejisté, zejména proto, že nepřímé důsledky jsou primárně ovlivňovány ekonomickým vývojem jednotlivých regionů. Podle IPCC budou negativní důsledky oteplování na zdraví s největší pravděpodobností převažovat nad pozitivními. Zvláště těžce budou zasaženy rozvojové země.

### Přímé důsledky
Úmrtnost i nemocnost v určitém místě mají typický průběh písmene U: mimo střední teplotní rozmezí typické pro oblast se úmrtnost prudce zvyšuje ve směru zvyšování extrémů. Úmrtí nejsou jen v důsledku přehřátí organismu nebo podchlazení, ale hlavně kvůli kardiovaskulárním a respiračním příčinám.
Změna úmrtnosti v závislosti na globálním oteplování závisí na míře oteplování, na zkoumaném regionu a dalších faktorech, jako jsou adaptační a demografické trendy. Mimo tropy ohrožují v současné době obyvatele jak zimní mrazy, tak letní horka. V zásadě lze očekávat zvýšení úmrtnosti související s teplem a poklesem úmrtnosti vyvolané chladem. Odhad provedený pro 400 měst ve 23 zemích po celém světě zjistil, že v Severní a Jižní Americe, střední a jižní Evropě a v jihovýchodní Asii se míra úmrtnosti v důsledku klimatických extrémů obecně zvyšuje. V případě, že nedojde k rázným opatřením na ochranu klimatu, dojde k velmi silnému nárůstu úmrtnosti. Pokud se povede omezit oteplování, ve východní Asii, v severní Evropě a v Austrálii to pravděpodobně povede k mírnému poklesu úmrtnosti zatímco v případě scénáře bez opatření proti změnám klimatu se míra úmrtnosti v těchto regionech ve druhé polovině tohoto století výrazně zvýší. V Perském zálivu a hustě obydlených oblastech jižní Asie, bude docházet, pro scénář bez účinné ochrany klimatu, ke konci století k vlnám tepla s teplotami nad 35 °C, spojeným s vysokou vlhkostí – v takovýchto podmínkách hrozí k přehřátí a smrt již během několika málo hodin.
V Evropě na začátku 21. století umíralo každoročně mnohem více lidí na chlad než na horko, což platí navzdory velmi rozdílným průměrným teplotám, jak v Helsinkách, tak v Aténách dochází k úmrtím v důsledku horka a chladu. Srovnávací projekce budoucích změn v úmrtnosti spojené s chladem a teplem přinesly rozdílné výsledky. Například studie Keatinge a kol. (2000) uvádí, že v případě regionálního oteplování o méně než 2 °C v Evropě je očekávaný nárůst úmrtí způsobených globálním oteplováním daleko převýší poklesem úmrtí z chladu. Odhad důsledků oteplování pro Velkou Británii uvádí, že dojde ročně k 2 000 dalších úmrtím z horka, ale že ubude až 20 000 úmrtí z chladu. Studie Woodward (2014) na druhé straně dochází k závěru, že v roce 2050 převáží pro Velkou Británii nárůst úmrtí z horka pokles úmrtí z chladu.
Zatímco CO2 ovlivňuje lidské zdraví nepřímo, prostřednictvím změny klimatu, další znečišťující látky, které také (ale v menší míře) ovlivňují klima – například pevné částice nebo přízemní ozon – mají významný negativní vliv na lidské zdraví a jsou příčinou předčasných úmrtí. Opatření na ochranu klimatu, která snižují koncentraci těchto látek znečišťujících ovzduší, mají tedy význačnou přidanou hodnotu. Změna klimatu má zároveň dopad na koncentraci těchto znečišťujících látek – nejdůležitějším mechanismem odstraňování jemných prachových částic z ovzduší jsou srážky; období sucha tak zvyšují koncentrace jemného prachu, vysoké teploty a intenzivní sluneční záření podporují tvorbu přízemního ozonu. Změna klimatu pravděpodobně již vedla k významným škodám na zdraví, zejména zvýšenou tvorbou ozonu, bez účinných opatření na ochranu životního prostředí a klimatu se bude počty těchto úmrtí budou nadále zvyšovat.

### Nepřímé důsledky
Nepřímé důsledky globálního oteplování zahrnují regionální změnu zdravotních rizik prostřednictvím změn v rozsahu, populaci a potenciálu přenašečů infekce, jako jsou komáři (např. anofeles, přenašeč malárie), blechy nebo klíšťata. Vzhledem k oteplování se některé oblasti výskytu přenašečů stanou pro ně s největší pravděpodobností neobyvatelnými, zatímco jiné, pro ně dosud neobyvatelné oblasti by se mohly stát jejich novými stanovišti. Zda se globálně rozloha jejich výskytu zvětší, zmenší nebo zůstane stejná, závisí nejen na klimatických faktorech, ale také na příslušném přenašeči a odpovídajících protiopatřeních. Proto hraje teplota jen malou roli například ve skutečném šíření malárie – tato nemoc byla rozšířená až do padesátých let v 36 amerických státech a její výskyt byl potlačen cíleným nasazením DDT. Také v Evropě je nepravděpodobné, že by došlo k opětovnému šíření malárie, protože je zde vysoký standard medicíny a často se pravidelně provádějí biologická opatření k boji proti komárům. Chudší země, zejména ty v západní a střední Africe, ale budou mnohem více postiženy možnou malárií, protože si nemohou dovolit žádná protiopatření.
Kromě samotného zvýšení teploty, může dojít ke zvýšenému výskytu komárů také rozšířením mokřadů v důsledku nárůstu srážek v některých oblastech a také díky rozmrazování permafrostu. V severním Německu byla malárie účinně zlikvidována jako vedlejší účinek likvidace močálů, ale skutečné snížení rizika stále spočívá v cíleném očkování, zejména pro cestující do tropických zemí. To znamená, že počet nakažených obyvatel pravděpodobně ani v budoucnu neporoste i když oblasti výskytu přenašečů zůstanou.
V Evropě může také, díky zimám bez mrazů a vlhčím létům docházet k šíření klíšťat, které přenášejí lymskou boreliózu a klíšťovou encefalitidu. Šíření samotných chorob může být omezeno jak preventivními opatřeními, tak očkováním proti encefalitidě. Proti Lymské borelióze však doposud očkování neexistuje.
Očekává se, že globální oteplování značně zvýší jak počet lidí postižených alergiemi, například závažnými symptomy senné rýmy. Podle studie zveřejněné v roce 2016 v časopise Environment Health Perspectives došlo v posledních letech k nárůstu počtu lidí alergických na pyly z ambrózie z 33 milionů na přibližně 77 milionů, přičemž největší nárůst nastává v zemích jako Německo, Polsko a Francie. Pylová sezóna se ve většině Evropy prodloužila až do září či října. Odborné lékařské články ukazují i souvislosti mezi změnou klimatu a nárůstem onemocnění zhoubnými nádory.
Změna klimatu a také rostoucí koncentrace CO2 samy ovlivňují zemědělství a produkci potravin, přístup k potravinám a jejich obsah živin, což má důsledky pro lidské zdraví, v závislosti na regionu a emisním scénáři. Pozitivní účinky byly zatím pozorovány v některých vysokých zeměpisných šířkách, celkově negativní důsledky ale již od roku 2014 převažují.
Podle studie Světové zdravotnické organizace (WHO) zemřelo v roce 2002 nejméně 150 000 lidí na nepřímé účinky globálního oteplování, včetně nedostatku potravin, kardiovaskulárních onemocnění, průjmů, malárie a dalších infekcí. Většina obětí je z rozvojových zemích.

## Životní prostředí
Zprávy IPCC pracují s celkem 75 studiemi, které využívají skoro 30 000 datových souborů, které vykazují podstatné změny ve fyzikálních i biologických systémech, v 89 % se jedná o změny k horšímu. Převážná část pozorovaných dat pochází z Evropy a popisuje biologické systémy, pro tato data se dá výsledek, ukazující na zhoršení označit jako velmi robustní. V jiných regionech a ve světě fyzických systémů je podstatně méně datových souborů, ale kongruence s údaji o oteplování je také velmi vysoká na úrovni (88 % až 100 %).

### Biodiverzita
Silně zvýšené koncentrace CO2 a rychlé změny klimatu byly hlavními příčinami masového vymírání v historii Země. Je velmi pravděpodobné, že také současné globálním oteplování urychlují vymírání druhů.
V důsledku dalšího oteplování se předpokládá další vymírání flory a fauny - při nárůstu o 1,5 °C proti předindustriální době se předpokládá vymření 6 % druhů hmyzu, 8 % rostlin a 4 % obratlovců, pokud teplota do roku 2100 naroste o 2 °C, tak se předpokládá vyhynutí 18 % druhů hmyzu, 16 % druhů rostlin a 8 % obratlovců. V Jižní Americe se tento pokles odhaduje na 23 % v Austrálii na 14 %, pro Evropu to má být 6 %, pro Severní Ameriku 5 %. V případě Arktidy se dá, díky odledňování očekávat nárůst biodiverzity.
Dalším ohrožení pro ekosystémy budou častější lesní požáry, extrémní meteorologické jevy a rozšiřování invazivních druhů a rozšiřování nemocí.

### Dopad na oceány
V oceánech je uloženo asi 50krát více uhlíku než v atmosféře. Oceán se chová jako velký propad pro oxid uhličitý a pohlcuje asi jednu třetinu CO2 uvolňovaného lidskou činností. V horních vrstvách oceánů je uhlík částečně vázán fotosyntézou. Kdyby se oceány nepohltily část oxidu uhličitého, byla by jeho koncentrace v atmosféře v roce 2004 o 55 ppm vyšší, tedy místo naměřených 380 ppm by byla koncentrace minimálně 435 ppm. V měřítku staletí byly oceány schopny absorbovat až 90 % antropogenních emisí CO2. Se zvyšující se teplotou a zvyšujícím se obsahem CO2 v atmosféře se však snižuje schopnost oceánů pohlcovat uhlík. Jak dalece se tato schopnost snižuje, je zatím obtížné kvantifikovat. Ve scénáři s prudkým nárůstem emisí za 21. století (scénář pokračování současného chování) je podíl absorpce CO2 snižuje pouze na 22 %. Pouze pro emisní scénář s výraznou ochranou klimatu se zvýší absorbovaný podíl.

#### Zvyšování hladiny moří
Podle toho, jakým způsobem bude stoupat hladina moří předpokládá se, že budou muset být přemístěny až stovky miliónů lidí, především v nízko položených oblastech Asie. V případě, že se nárůst teploty zastaví na 1,5 °C, budou hladiny oceánů stoupat pomaleji a více lidí se bude schopno adaptovat na nové podmínky a nebude třeba, aby migrovali. Je velmi pravděpodobné, že hladiny moří budou dále stoupat i po roce 2100 i v případě, že se podaří zastavit nárůst průměrné teploty. Je možné, že budou dále tát pevninské ledovce v Grónsku a v Antarktidě a způsobí nárůst hladiny moří v následujících stoletích až o několik metrů. Studie z některých míst, která jsou již dnes vzestupem hladiny postižena ukazují, že místní lidé dávají přednost místním opatřením před přesídlením.
V důsledku globálního oteplování roste hladina moře. Mezi lety 1901 a 2010 rostla o cca 1,7 cm za desetiletí, přičemž nárůst od roku 1993 se nárůst zvýšil na přibližně 3,2 cm za desetiletí. Podle různých scénářů IPCC se do roku 2100 očekává nárůst o 0,40 m v případě účinné ochrany klimatu a 0,67 m v případě dalšího zvyšování emisí (scénář pokračování současného chování) oproti 90. letům. Nárůst není jednotný, ale je regionálně odlišný v důsledku oceánských proudů a dalších faktorů, přičemž do těchto výpočtů není zahrnut potenciální kolaps částí antarktického ledovce – to by vedlo k dalšímu masivnímu zvýšení hladiny.
V zásadě jsou za zvyšování hladiny moře zodpovědné dva faktory: Za prvé, mořská voda má při vyšších teplotách vyšší roztažnost a za druhé při vyšších teplotách stále více tají ledovce (viz níže). Tepelná roztažnost bude do roku 2100 odpovědná za nárůst hladiny o 13–18 cm (při zvýšením teploty vzduchu o 1,1–1,5 °C) resp. o 19–30 cm (při nárůstu teploty o 2,2–3,5 °C). Kvůli dalším příspěvkům vody z tajících ledovců se tyto hodnoty pravděpodobně zdvojnásobí. Pokud se oteplení stabilizuje na 3 °C ve srovnání s předindustriální úrovní, do roku 2300 se předpokládá zvýšení hladiny moře o 2,5–5,1 m. Z toho bude připadat 0,4–0,9 m na tepelnou roztažnost, 0,2–0,4 m na tání horských ledovců, 0,9–1,8 m na tání ledovců Grónska a 1–2 m na tání ledovců západní Antarktidy.
Zejména některé malé státy v Tichém oceánu, jejichž území je jen nízko nad hladinou moře, se musí obávat, že se v příštích desetiletích ponoří do moře. Kromě ostrovních států jsou ohroženy zejména pobřežní regiony a města. Rizika zahrnují zvýšenou erozi pobřeží, nárůst bouří, změny hladin podzemních vod, poškození budov a přístavů nebo zhoršení podmínek v zemědělství a akvakultuře. Bez protiopatření by vzestup hladiny moří o 1 m trvale zaplavil 150 000 km² půdy po celém světě, včetně 62 000 km² pobřežních mokřadů. 180 milionů lidí by bylo postiženo a škody jsou odhadovány až na 1,1 bilionu dolarů. Komplexní ochrana pobřeží by stála více pro 180 z celkem 192 postižených zemí na celém světě do roku 2085 méně než 0,1 % jejich hrubého domácího produktu.
Vzestup hladiny moře, který se očekává, bude mít za následek velké finanční ztráty, které budou tím větší, čím bude větší oteplení. Například studie zveřejněná v roce 2018 zjistila, že vzestup hladiny moře na úrovni 1,5 stupně v roce 2100 ročně způsobí celosvětové náklady ve výši 10,2 bilionu dolarů ročně. Pokud by však byly splněny pouze méně ambiciózní dva stupně, náklady by byly o 1,5 bilionu dolarů vyšší. Pokud by se naopak ochrana klimatu neuskutečnila (scénář RCP-8.5), v závislosti na úrovni vzestupu mořské hladiny by za rok vznikly škody ve výši 14 až 27 bilionů. Přizpůsobení se stoupající hladině moře by tyto náklady mohlo výrazně snížit. Nicméně i se silným přizpůsobením a dodržením cíle 1,5 °C v roce 2100 by vzniknou dodatečné náklady 1,1 bilionu dolarů ročně. Bez zmírnění pouze s adaptačními opatřeními by to bylo 1,7 bilionu dolarů ročně s nárůstem hladiny moře o 86 cm a 3,2 bilionu dolarů s nárůstem hladiny moře o 1,80 m. Mnohá velká města již nyní realizují projekty na ochranu před stoupající mořskou hladinou.
V březnu 2019 oznámil starosta New Yorku plán na ochranu ostrova Manhattan před zvyšující hladinou moře v důsledku klimatické změny s náklady mnoha desítek milionů dolarů. Podle analýzy odolnosti města bylo v tomto roce 37 % dolního Manhattanu ohroženo stoupající vodou z oceánu v případě mořských bouří. Také obyvatelé Louisiany musí opouštět své domovy díky postupujícímu oceánu.
Krysa Melomys rubicola byla vyhlášena jako první savec, který se stal obětí změny klimatu.

#### Ohřívání oceánů
Oceány se časem zahřívají s rostoucími teplotami zemské atmosféry. To vede k tepelné expanzi vodní hmoty, což přispívá ke stoupající hladině moře (viz výše).
Vážnější pro ekosystém oceánu jsou však četné další účinky spojené se zvýšenou teplotou vody. Celkové se veškerá voda v oceánech zatím od roku 1955 se oteplila pouze o 0,04 °C. Tato nízká hodnota je dána tím, že se dosud oteplilo jen několik set metrů nejvyšších vrstev vody. Pro ohřívání povrchových vrstev se jedná o nárůst o 0,6 °C, což je již daleko průkaznější. Je však nižší než nárůst povrchových teplot na pevnině, protože pozemní plochy se obecně rychleji zahřívají. V letech 1993 až 2005 je celková rychlost ohřevu vodních vrstev do hloubky 750 m vypočtena na 0,33±0,23 W/m².
Ohřívání oceánů má důsledky pro jejich obyvatele, jako jsou ryby a mořští savci: podobně jako na pevnině, i mořští živočichové přesouvají svá stanoviště více k pólům. Například populace tresky obecné v Severním moři se zmenšují více, než lze vysvětlit pouze nadměrným rybolovem; v důsledku stoupajících teplot se její populace pohybuje na sever. Z této situace těží severní regiony: v případě Severního moře se očekává, že celkový rybolov zvýší výnosy a dojde ke změně ve složení úlovků, pokud se povede oteplování omezit na 1–2 °C. Pro vyšší nárůsty teploty neexistují v tuto chvíli žádné spolehlivé prognózy.

#### Snížení obsahu kyslíku
V teplejší vodě se rozpustí méně kyslíku, takže oteplování oceánů vede k rozšíření oblastí chudých na kyslík. Přirozeně je nízký obsah kyslíku v hloubkách větších, než 200 m, ale podle měření z jara 2018 se v Ománském zálivu neočekávaně již nyní nachází plocha větší než je velikost Skotska s nízkým obsahem kyslíku.

## Ekonomické škody
Při odhadech ekonomických následků nekontrolované změny klimatu existují velké nejistoty. Německý institut pro ekonomický výzkum (DIW) odhaduje, že do roku 2050 by mohly škody dosáhnout až 200 bilionů dolarů. Sternova zpráva, kterou zadala vláda Spojeného království, konstatuje, že celkové náklady a rizika spojená se změnou klimatu dnes a v dlouhodobém horizontu odpovídají ztrátě 5 % světového HDP, v určitých případech dokonce až 20%. – což zhruba odpovídá důsledkům celosvětové hospodářské krize 30. let. Kritici jako například ekonom Richard Tol, tvrdí, že tato čísla jsou přehnaná, protože Stern nevyváženě bere v úvahu ty studie, které předpovídají nejdramatičtější efekty. Kromě toho, Stern předpokládá stagnující ekonomický rozvoj, zatímco je mnohem pravděpodobnější, že zejména africké země se do roku 2100 budou výrazně ekonomicky rozvíjet.
Při průzkumu mezi odborníky uvedly téměř dvě třetiny zúčastněných ekonomů, že změna klimatu způsobí velké škody celosvětově, již v nejbližších letech a dalších 26 % předpokládá vznik těchto škod nejpozději do roku 2050, pouze 2 % oslovených odborníků věří, že po roce 2100 nevzniknou žádné škody. Více než tři čtvrtiny odpověděly kladně, že globální oteplování by dlouhodobě oslabilo hospodářský růst. Celkem 93 % zúčastněných ekonomů se vyslovilo pro opatření proti klimatickým změnám, přičemž většina vyzvala k drastickým akcím.
DIW a Sternova zpráva počítají s „účinnou ochranou klimatu“ s ročními náklady kolem 1 % světového hrubého národního produktu. Někteří ekonomové se domnívají, že číslo je příliš nízké, zejména proto, že Stern také předpokládá, že existují pouze optimistické odhady, například že náklady na energii z obnovitelných zdrojů do roku 2050 klesnou na jednu šestinu dnešních nákladů. Kromě toho Stern ignoruje, že nákladné snižování emisí skleníkových plynů na jeho navržených 550 ppm (ekvivalent CO2) by jen zpozdilo globální oteplování, ale nezastavilo by ho.
Samotné ekonomické náklady vzniklé díky uvolňování metanu při rozmrazování permafrostu ve Východosibiřském moři v důsledku globálního oteplování stály v roce 2013 svět 60 miliard dolarů (60 miliard eur).
Od roku 1960 do roku 2000 narostla frekvence extrémních projevů počasí a narostly ekonomické ztráty v důsledku těchto událostí. Hlavními příčinami těchto škod však byly růst počtu obyvatel a zvýšení prosperity. Existují pouze omezené důkazy, že po korekci těchto dvou faktorů lze přičítat ekonomické škody i změnám klimatu. Ve většině případů je však jasný vztah se zatím nepovedlo ani vyloučit, ani potvrdit.

### Vodní květ
Vzhledem k rostoucím teplotám oceánů je pravděpodobné, že bude v oceánech vyskytovat více vodního květu. Zatím nepředstavují obrněnky hrozbu pro lidstvo a životní prostředí, ale při hromadném šíření toxických obrněnek může vznikat tolik jedů, že ryby i jiný mořský život budou vyhubeny. Také červená řasa Karenia brevis produkuje brevetoxiny a může způsobit masové vymírání ryb, ptáků a savců. Důležitý fakt je i to, že toxické obrněnky (např. Alexandrium catenella, Karlodinium veneficum) produkují více buněčného toxinu v kyselejší vodě.

### Bělení korálů
Ohřívání mořské vody v oblastech korálových útesů může způsobit takzvané bělení korálů, které vede k smrti korálů při dlouhodobém stresu. Různé druhy korálů mají k bělení různou toleranci. Například druh Porites je daleko méně náchylný k bělení než druh Acropora. Jev bělení byl poprvé zaznamenán a popsán u korálových útesů Bird Key u Florida Keys již v roce 1911, v roce 1929 pak i na Velkém bariérovém útesu. Tehdy se ale jednalo o velmi vzácnou událost, na malých plochách a pro mořské biology to byla vzácní příležitost k nahlédnutí do fungování rovnovážné dynamiky pestrého ekosystému. V roce 1981 by Velký barierový útes zařazen do seznamu světového přírodního dědictví UNESCO. V tomto roce již bělení různou měrou zasáhlo 93 % z 3 000 jednotlivých podmořských útesů a bylo zaznamenáno nevratné zničení 22 % jejich stávající rozlohy.

### Změny mořských proudů
Globální oteplování může mít také méně zjevné důsledky: Severoatlantský proud, který je součástí tzv. termohalinního výměníku je řízen, mimo jiné, ochlazováním vstupní vody přinesené Golfským proudem v Severním ledovém oceánu. Díky tomu se zvyšuje hustota povrchové vody a ta pak klesá do hlubších vrstev oceánu. Tento pokles vede k nasávání, které neustále způsobuje proudění nové povrchové vody, a tím je uváděna do pohybu nepřetržitou cirkulaci mořské vody, protože v hlubokém moři se může vyvíjet proud protékající opačným směrem. Tato interakce se také nazývá termohalinní výměník.
V uplynulých 120 000 letech byl severoatlantický proud několikrát přerušen. To bylo způsobeno přílivem velkého množství sladké vody, která oslabila proces zvyšování hustoty a zabránila potopení povrchové vody. V jedné z těchto událostí se vyplavilo v Kanadě obrovské jezero tající vody, jezero Agassiz, které vzniklo ve fázi oteplování na konci doby ledové. Obrovské množství další sladké vody zabránilo potopení mořské vody a Severoatlantský proud se zastavil. Pro Evropu to znamenalo pokračování doby ledové, která právě skončila.
Globální oteplování by teoreticky mohlo vést k dalšímu narušení mořských proudů v důsledku zvýšeného přísunu sladké vody z Grónského ledovce. Oslabování Golfského proudu by mělo za následek silné ochlazení v celé západní a severní Evropě. Pokud b docházelo k dalšímu oteplování, mohou se v průběhu času objevit podobné změny v jiných oceánských proudech s dalekosáhlými důsledky. Přerušení Severoatlantského proudu doposud vědci považovali za velmi nepravděpodobné, přinejmenším ve střednědobém horizontu. Do konce 21. století se očekává, dle klimatických modelů, mírné zpomalení v Severoatlantského proudu. Současné studie z roku 2018 ukazují, že účinky i toto malé oslabení může mít velké důsledky.